# Академия пана Кляксы (повесть)
Академия пана Кляксы (пол. Akademia pana Kleksa) — книга для детей, написанная Яном Бжехвой и опубликованная в 1946 году.

## Сюжет
Это история двенадцатилетнего непослушного рыжего Адама Незгодка, которого поместили в одноимённую академию с двадцатью четырьмя другими мальчиками — все с именами, начинающимися на букву А. За ними ухаживает пан Клякса с помощью Матеуша — ученого скворца. Академия находится на улице Чеколадова. Он расположен в красочном трехэтажном здании. На первом этаже расположены классы, на втором — спальни и столовая, на третьем — пан Клякса и Матеуш. Здание окружает огромный парк и стена с воротами, ведущими в соседние сказки. Главный герой книги посещает, в том числе «Девочка со спичками», «Спящая красавица и семь братьев». В этой книге развиваются и другие темы (например: «Путешествие Адама в собачий рай», «История принца Матеуша скворца», «О парикмахере Филиппа», «История Алойзы Кукурыка» и «Конец академии»).

## Адаптации
По мотивам этой книги в 1983 году был снят одноименный художественный фильм режиссёра Кшиштофа Градовского на музыку Анджея Корзиньского.